# Beachampton
Beachampton är en ort och civil parish i Storbritannien.   Den ligger i kommunen Buckinghamshire och riksdelen England, i den södra delen av landet, 80 km nordväst om huvudstaden London. Beachampton ligger 73 meter över havet och antalet invånare är 184.
Terrängen runt Beachampton är huvudsakligen platt. Beachampton ligger nere i en dal. Runt Beachampton är det ganska tätbefolkat, med 192 invånare per kvadratkilometer. Närmaste större samhälle är Milton Keynes, 8,4 km öster om Beachampton. Trakten runt Beachampton består till största delen av jordbruksmark.